# Jean Millet
Pour les articles homonymes, voir Millet.
Jean Millet alias « Valentin », né le 26 novembre 1923 à Prévessin-Moëns et mort probablement  le 2 mai 1945 (il a disparu à Neuengamme), est un des pionniers des maquis de l'Ain pendant la Seconde Guerre mondiale.

## Biographie
Il est d'abord étudiant au lycée Lalande de Bourg-en-Bresse ; puis, alors qu'il est étudiant à Lyon, c'est lui qui forme le premier noyau actif de la résistance à Chavannes-sur-Suran en 1941.
Instituteur à Chavannes-sur-Suran, il est arrêté à Chavannes-sur-Suran en avril 1944 puis déporté vers Neuengamme.